# Собрасада
Собраса́да (исп. sobrasada, кат. sobrassada) — вяленая колбаса с Балеарских островов. Содержит измельченную свинину, приправленную красным перцем, солью и другими специями. Собрасада наряду с бутифаррой является традиционными балеарскими колбасными изделиями, которые готовят на праздники осенью и зимой, когда забивают свиней, — на «матансу». Мясо для собрасады вялится при специфических погодных условиях (высокая влажность и прохлада), которые характерны для поздней осени на Балеарских островах.

## История
После столетий пребывания Испании под властью мусульман в регионе снова начали потреблять свинину в средние века. Паприка стала добавляться после того, как эту специю привезли из Северной и Южной Америки в XV веке. Собрасада, как полагают, возникла и распространилась как блюдо после XIV века в западной части Средиземноморья, контролируемой Арагонской короной (Сицилия, Балеарские острова, Сардиния). Оттуда благодаря морской торговле блюдо попало через Валенсию на Мальорку, где широко распространилось в XVI веке.
В традиционной средиземноморской диете с небольшим содержанием мяса, характерной для Мальорки до 1950-х годов, собрасада и схожие с ней колбасы были главным, а иногда и единственным источником свинины для местных жителей. Жареная свинина или баранина, свиные стейки и вырезка были в основном праздничными блюдами, регулярно готовились лишь у зажиточных слоёв. Даже в настоящее время такие блюда, как целый жареный поросёнок, подаются только в особых случаях.

## Ингредиенты и сорта

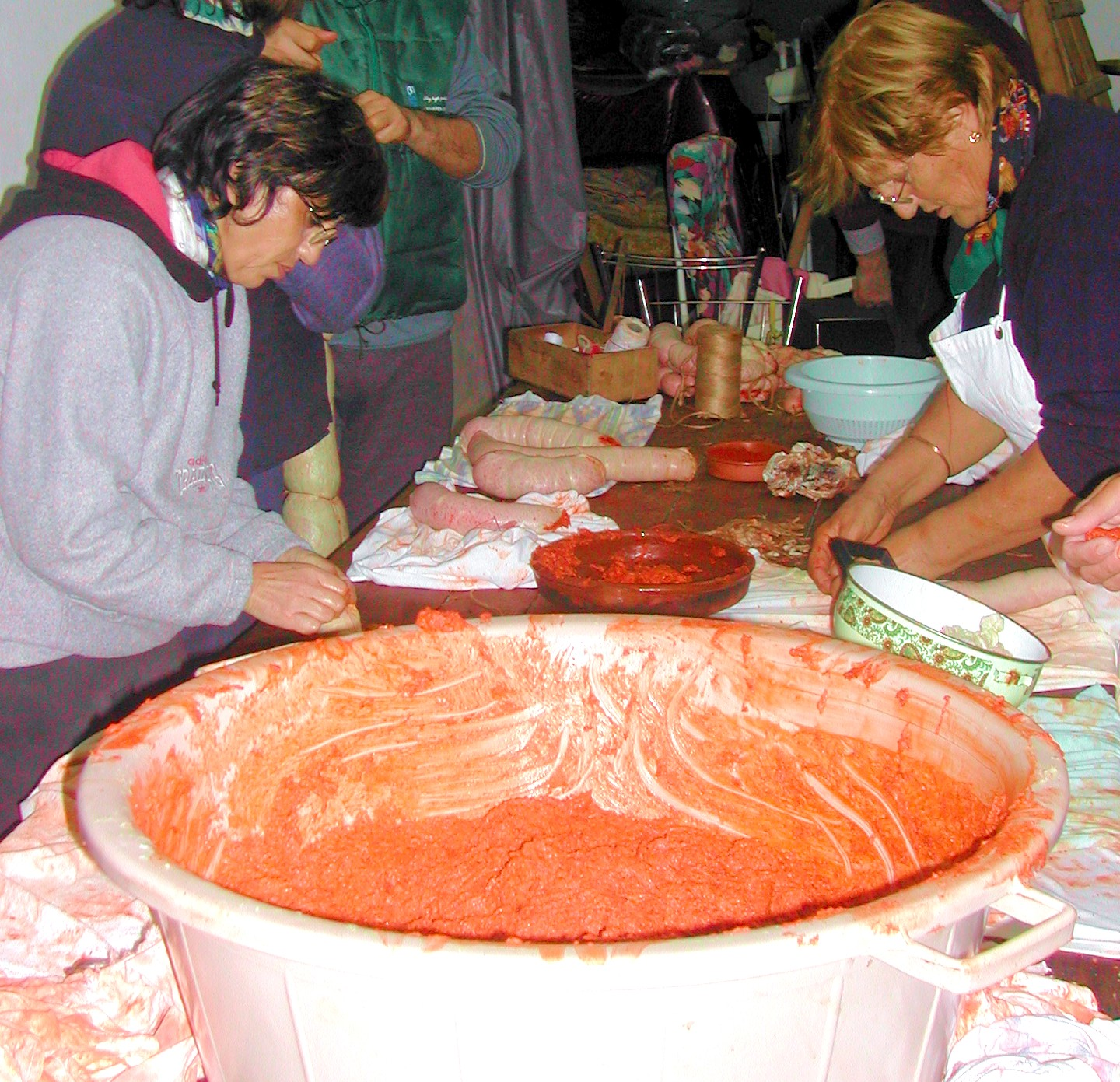
Приготовление собрасады

Собрасада готовится из корейки или бекона, измельчённого и смешанного с красным перцем, солью и чёрным перцем на концах (для отпугивания насекомых). Некоторые производители также добавляют к смеси кайенский перец. Затем смесь помещают в свиную кишку и на несколько недель вешают на шест, затем она снимается и идёт в пищу. Кишка обвязывается нитью красного или красно-белого цвета, последней отмечают более острую колбасу. Цвет является натуральным, добавлять красители запрещено стандартом.
Маленькие, тонкие собрасады называются льонганисса и делаются из тонких кишок. Более крупные и более толстые называются куляр или пультрамс, а самый большой тип из свиных мочевых пузырей называют буфетес или бисбе. Толстые сорта вялятся дольше, время варьируется в зависимости от времени года (меньше в зимний период, дольше в течение лета-осени).

## Вне Балеарских островов
Помимо Балеарских островов собрасаду часто готовят в четырёх других географических зонах Средиземноморья.
В колониальном Алжире субрассада была частью франкоалжирской кухни и была чрезвычайно популярна до независимости и повторной исламизации страны (ислам запрещает потреблять свинину). Сегодня субрассаду можно найти в континентальной Франции, в мясных магазинах франкоалжирцев.
В Каталонии собрасаду можно найти благодаря культурным связям с Балеарскими островами. На Восточных Пиренеях делают горную версию собрасады.
Село Тарбена, провинция Аликанте, было вновь заселено после изгнания морисков колонистами из Мальорки, которые привезли с собой островные традиции, в том числе их собственный вариант каталанского языка и таких продуктов, как собрасада.
На острове Сицилии и в Калабрии подобная колбаса делается как минимум с XV века под названием соппрессата.